# Voín
Voín (en rus: Воин) és un poble de la república de Sakhà, a Rússia, que en el cens del 2010 tenia 46 habitants, pertany al districte de Namtsi.